# ジョウニオイ
ジョウニオイ（上匂、学名：Cerasus Sato-zakura Group ‘Affinis’）はバラ科サクラ属のサクラ。オオシマザクラとヤマザクラから生まれた栽培品種で香りのあるサクラとして知られている。

## 特徴
樹高は7-10m程度の高さに伸びる。枝は上に向いて伸びる。
大輪の花を咲かせ、花は白色で八重咲きである。蕾には薄い紅色が見える。花弁は5枚から10枚。ソメイヨシノよりも遅れて咲き始め、花の時期に暗緑色の葉が出始める。
花にサクラとしては強い芳香をもっており、名前もそれに由来している。芳香を放つサクラとしてはスルガダイニオイ、アマノガワなども知られている。なお、リンドウ目アカネ科の植物にニオイザクラ（学名: Luculia pinceana; 別名: アッサムニオイザクラ、ルクリア）という名がつけられたものも存在する。